# Пункт прийому візових анкет до Польщі
Пункт прийому візових анкет до Польщі (ППВА) або Візовий центр Республіки Польща — недержавна посередницька організація, з надання послуг прийому анкет для отримання візи в консульстві Республіка Польща. Візові центри створені у грудні 2011-березні 2012 року у Львові, Києві, Одесі, Донецьку, Тернополі, Івано-Франківську, Рівному, Хмельницькому, Житомирі, Дніпропетровську, Луцьку, Харкові, Сімферополі та Вінниці.
В цих пунктах українці подають заявку на одержання візи, супровідні документи, оплатити візовий збір, оформити страховку, необхідну для одержання візи, сфотографуватися.
Оператором візових центрів в Україні є компанія VFS Global.
В 2022 році VFS Global втратив ліцензію для надання візових послуг до Польщі, зараз прийманням документів займається компанія TLScontact. Подача на візу в Польщу відбувається в 2023 році лише через візовий центр який знаходиться у м. Львів за адресою вул. Гетьмана Мазепи 1Б, 3 поверх - офіс 34, 79-068 Львів.

## Подача документів
З 1 червня 2014 року процес запису на подачу документів до візового центру у Львові, Ужгороді та Івано-Франківську змінено. Призначення дати подачі документів до ППВА у вказаних консульських округах є можливим лише після попередньої оплати сервісного збору. Оплата повинна бути здійснена кожним заявником особисто у будь-якому відділенні Ідеа банку або Кредо банку, які знаходяться на території Львівської, Івано-Франківської та Закарпатської областей.
Після оплати сервісного збору, на квитанції, виданій касиром «Ідеа банку» або «Кредо банку», буде зазначено Унікальний персональний Код за допомогою якого здійснюватиметься реєстрація. Не раніше ніж на наступний день після оплати збору, Ви зможете записатись на подачу документів на сайті візового центру, або зателефонувавши до авторизованого колл-центру. Під час здійснення реєстрації обов'язковим є надання Унікального персонального Коду, отриманого в банку.
Пізніше це правило розповсюдилось і на всі візові центри Республіки Польща в Україні, а саме у Києві, Одесі, Донецьку, Тернополі, Рівному, Хмельницькому, Житомирі, Дніпропетровську, Луцьку, Харкові, Сімферополі та Вінниці.

## Власники
Пункти прийому візових анкет до Польщі зареєстровані на різноманітні підприємства:
- Пункт прийому візових анкет до Польщі в місті Львові належить приватному підприємству «Візовий сервіс центр», власником є Приватне ТОВ «Опен Ворлд Солюшнз», зареєстроване в Амстердамі (Нідерланди). Керівник ПП «Візовий сервіс центр» — Іваниця В'ячеслав Віталійович.

## Критика
В Пунктах прийому візових анкет до Польщі постійно змінюють правила подачі і кількість документів на візу, не повідомляючи про це громадян України.
За свої послуги Пункти прийому візових анкет до Польщі стягують сервісний збір, який з незрозумілих причин постійно збільшується і прив'язаний до курсу євро.
З січня 2015 року в Пункти прийому візових анкет до Польщі почали вимагати довідку з банку про рух коштів за останні 3 місяці. Коли людина приносить таку з якого-небудь банку, працівники центру повідомляють, що вона їм не підходить, і вимагають, щоб людина відкрила рахунок, поставила туди певну суму й отримала платну довідку про наявність коштів виключно в Кредобанку.
Крім того, відсутній механізм оскарження неналежної роботи і зловживань працівників Пунктів прийому візових анкет до Польщі.
Також слід додати, що контактні телефони не відповідають, а на інтернет-сайті неможливо самостійно призначити дату подання документів. Зате при вході завжди стоїть декілька молодих чоловіків, котрі за гроші зарезервують вам дату без перешкод. 
4 травня 2016 року на сайті ППВА з'явилась інформація про те, що запис через інтернет припинено, запис можливий лише в кол-центрі. Однак телефони кол-центру відповідають тільки в неробочі дні.